# Parafia św. Stanisława Kostki w Różankach
Parafia św. Stanisława Kostki w Różankach – parafia rzymskokatolicka, terytorialnie i administracyjnie należąca do diecezji zielonogórsko-gorzowskiej i dekanatu Gorzów Wielkopolski – Katedra. W parafii posługują księża diecezjalni. Parafia została erygowana 25 września 1974 roku. 